# حیات وحش تانزانیا

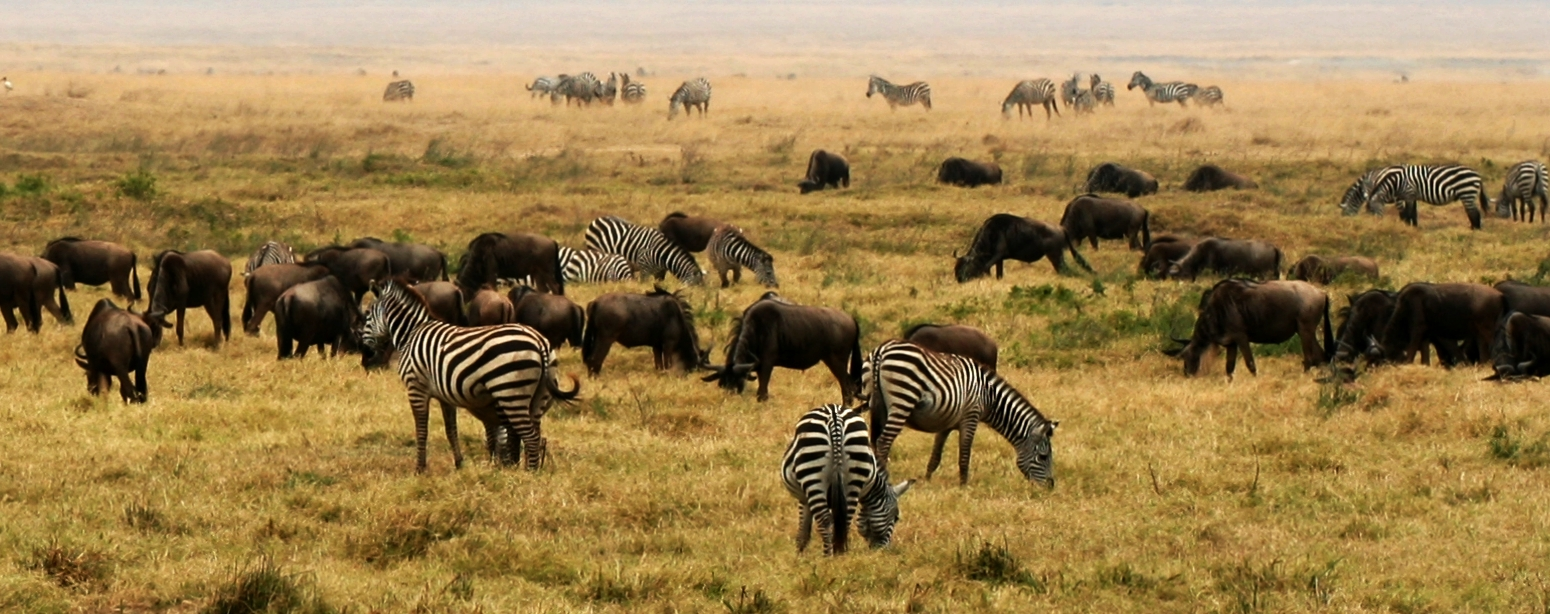
گورخر دشتی و کل یالدار آبی‌رنگ که در دهانه آتشفشان انگورونگورو در منطقه حفاظت‌شده انگورونگورو دیده می‌شوند

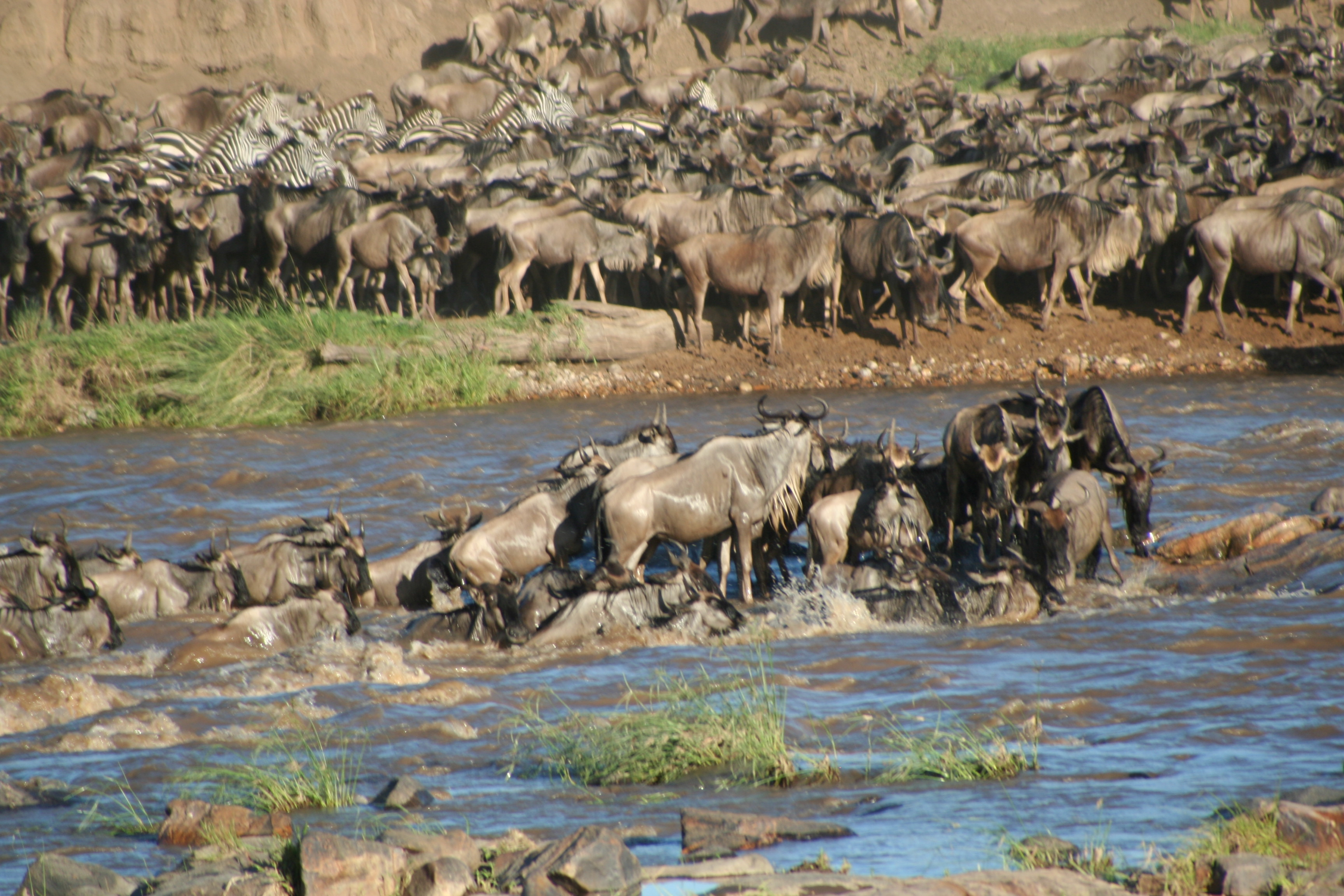
حرکت جمعی چشمگیر کل‌های یالدار در تانزانیا که در پارک ملی سرنگتی دیده می‌شود

تانزانیا شامل حدود ۲۰ درصد از جمعیت گونه‌های پستاندار بزرگ آفریقا است که در سرتاسر ذخیره‌گاه‌ها، مناطق حفاظت‌شده، پارک‌های دریایی و ۱۷ پارک ملی که مساحت بیشتر از ۴۲٬۰۰۰ کیلومتر مربع را پوشانده‌اند و تقریباً ۳۸ درصد از قلمرو کشور را تشکیل می‌دهند، یافت می‌شوند. داشته‌های حیات وحش این سرزمین «بدون قرین در آفریقا» و تانزانیا «بهترین کشور برای مشاهده و عکاسی از حیوانات» توصیف شده‌است. پارک ملی سرنگتی، دومین پارک ملی بزرگ این کشور با مساحت ۱۴٬۷۶۳ کیلومتر مربع در شمال تانزانیا واقع شده و برای گله‌های مهاجر گسترده کل یالدار و گورخر آن و نیز شهرت داشتن به‌عنوان یکی از شگفتی‌های طبیعی بزرگ دنیا معروف است. منطقه حفاظت‌شده انگورونگورو که در سال ۱۹۵۹ تأسیس شد، میراث جهانی یونسکو است و مردم ماسای در آن سکونت دارند. دهانه آتشفشان انگورونگورو بزرگرترین کاسه آتشفشانی دست‌نخورده در جهان است.
پارک‌های ملی همچنین بخشی از تالاب‌های تانزانیا هستند. حیوانات وحشی تمایل دارند که به تالاب‌ها نزدیکتر باشند؛ به ویژه گونه‌های آب‌دوست مانند اسب آبی، کل آب‌دوست، گراز زگیل‌دار، فیل، تمساح، کل مرداب و همچنین پرندگان آبزی مانند بال‌آتشیان و مرغابی‌ها.

### ارجاعات
1. ↑  Ridwan, Laher; Korir, SingíOei (May 5, 2014). "Indigenous People in Africa: Contestations, Empowerment and Group Rights". Africa Institute of South Africa – via Google Books.
2. ↑  Briggs, pp. 1–31
3. ↑  "Ngorongoro Conservation Area". Unesco.org. Retrieved 25 May 2011.
4. ↑  Centre, UNESCO World Heritage. "Ngorongoro Conservation Area". UNESCO World Heritage Centre.
5. ↑  Rod East; International Union for Conservation of Nature and Natural Resources. Antelope Specialist Group (1 June 1999). African antelope database 1998. IUCN. pp. 72–73. ISBN 978-2-8317-0477-7. Retrieved 24 May 2011.
6. ↑  Briggs, Philip (1 May 2006). Northern Tanzania: with Kilimanjaro and Zanzibar : the Bradt safari guide. Bradt Travel Guides. pp. 21–39. ISBN 978-1-84162-146-3. Retrieved 24 May 2011.
7. ↑  G. L. Kamukala; S. A. Crafter; IUCN Wetlands Programme (1993). Wetlands of Tanzania: proceedings of a Seminar on the Wetlands of Tanzania, Morogoro, Tanzania, 27–29 November 1991. IUCN. pp. 61–65. ISBN 978-2-8317-0185-1. Retrieved 24 May 2011.

### مآخذ
- Briggs, Philip (2004). "The Tanzania Experience" (PDF). Officialwebsite: Tanzaniaparks.com. pp. 1–31. Retrieved 18 May 2011.